# Tlogosari Kulon
Tlogosari Kulon is een bestuurslaag in het regentschap Semarang van de provincie Midden-Java, Indonesië. Tlogosari Kulon telt 34.463 inwoners (volkstelling 2010).